# Julian Barbour
Julian B. Barbour (* 1937) ist ein britischer Physiker. Er befasst sich mit den Grundlagen der Gravitation und Wissenschaftsgeschichte.
Barbour wuchs in South Newington (Oxfordshire) auf, studierte Mathematik an der Universität Cambridge, begann ein Promotionsstudium in Astrophysik in München und wurde 1968 an der Universität Köln bei Peter Mittelstaedt über Grundlagen der Allgemeinen Relativitätstheorie promoviert. Er arbeitete bis 1996 vor allem als Übersetzer russischer wissenschaftlicher Zeitschriften und widmete sich danach seiner Grundlagenforschung. Er schrieb ein populärwissenschaftliches Buch (The end of time), in dem er die These vertritt, Zeit sei nur eine Illusion und nur Veränderung messbar.
Barbour ist stark von Ernst Mach und dessen empiristischer Philosophie beeinflusst, forschte und veröffentlichte über das Machsche Prinzip und schrieb ein Buch über die Geschichte der Prinzipien der Dynamik (angelehnt an Ernst Mach Die Mechanik in ihrer Entwicklung). Mit dem italienischen Physiker Bruno Bertotti entwickelte er eine dynamische Theorie (von ihm best matching genannt), die Machs Prinzip implementiert und keine Raumzeit voraussetzt.
2008 war er Gastprofessor in Oxford.
Sein Essay The Nature of Time gewann 2008 den ersten Preis bei einem Wettbewerb des Foundational Questions Institute (FQXi).

## Schriften
- mit Bruno Bertotti: Mach´s principle and the structure of dynamical theories. In: Proc. Roy. Soc. A, Band 382, 1982, S. 295.
- Leibnizian time, Machian dynamics and quantum gravity. In: Roger Penrose, Christopher Isham (Hrsg.): Quantum concepts in space and time, Oxford University Press, 1986.
- The emergence of time and its arrow from timelessness. In: J. Halliwell (Hrsg.): Physical origins of time asymmetry, Cambridge University Press, 1994.
- Herausgeber mit Herbert Pfister: Mach´s principle. From Newton´s Bucket to Quantum Gravity, Birkhäuser, 1995 (Einstein Studies, Band 6, darin von Barbour: Einleitung, Mach before Mach, General relativity as a perfectly Machian theory).
- The End of Time: The Next Revolution in our Understanding of the Universe, Oxford University Press, 1999, ISBN 0-297-81985-2; ISBN 0-19-511729-8 (Preprint 2009, arxiv.org).
- The Discovery of Dynamics: A Study from a Machian Point of View of the Discovery and the Structure of Dynamical Theories, Oxford University Press, 2001 (zuerst als Absolute or relative motion ?, Band 1 The Discovery of Dynamics).
- mit Brendan Z. Foster, Niall Ó Murchadha: Relativity without relativity. In: Classical and Quantum Gravity, Band 19, 2002, S. 3217.
- The Nature of Time. Skriptum, 2008 (Essay contest file, pdf; arXiv:0903.3489 [gr-qc], Links auf pdf u. a.).
- The Janus Point. A New Theory of Time. Basic Book, New York 2020. ISBN 978-0465095469.